# Listă de basarabeni
Aceasta este o listă de personalități din Republica Moldova și Basarabia.

## A
- Aldea-Teodorovici, Ion, cântăreț
- Aldea-Teodorovici, Doina, cântăreață
- Anton Slavici, violonist
- Alexandru Averescu, mareșal
- Ablov, Anton, chimist
- Adauge, Mihai, istoric
- Anestiade, Vasile, patobiolog

## B
- Băieșu, Nicolae, filolg, membru al ASM
- Bălan, Marica, actriță de teatru și film
- Bănulescu-Bodoni, Gavriil, mitropolit
- Boldureanu-Oprea, Lidia, cîntăreață de operă
- Bătrânac, Vasile, pedagog, ilegalist antisovietic
- Berezovschi, Mihail, dirijor, compozitor
- Berg, Lev, geograf și geolog rus originar din Tighina
- Beșleagă, Vladimir, scriitor
- Bieșu, Maria, cântăreață de operă
- Bodiu, Filimon, țăran, conducător al unui grup antisovietic
- Bogatu, Petru, jurnalist, analist politic
- Bogdesco, Ilie, artist plastic, caligraf, grafician
- Botnaru, Ion, diplomat
- Botnaru, Dumitru, matematician, doctor habilitat
- Botnaru, Vasile, jurnalist
- Brâncoveanu, Valentina, pictoriță
- Brumaru, Emil, poet
- Buciuceanu, Tamara, actriță
- Buga, Ion, istoric
- Busuioc, Aureliu, poet, prozator, dramaturg
- Buzdugan, Ion, poet, folclorist, publicist, secretar al Sfatului Țării
- Benea, Marcela, poetă
- Butnaru, Leo, poet, prozator, eseist, traducător
- Butnaru, Val, analist politic, dramaturg, publicist și scriitor

## C
- Caraciobanu, Dumitru, actor
- Cazimir, Constantin, pedolog
- Cantacuzin, Vladimir, general rus, eroul al Primului Război Mondial
- Cataraga, Tudor,  sculptor
- Cărare, Petru, scriitor
- Cârmu, Isai, artist plastic
- Chiperi, Grigore, critic literar
- Cebotari, Maria, cântăreață de operă
- Ciobanu, Anatol, filolog, Academician
- Ciobanu, Ion Constantin scriitor
- Ciobanu, Mihai, cântăreț de muzică populară
- Rusu-Ciobanu, Valentina, artist plastic
- Ciobanu, Ghenadie, compozitor
- Ciobanu, Vitalie, publicist
- Ciobanu, Ștefan, istoric
- Ciocanu, Anatol, poet, publicist
- Ciocanu, Ion, scriitor, critic literar basarabean
- Ciocanu, Vasile, filolog, cercetător literar
- Cioclea, Eugen, poet, eseist, publicist.
- Cimpoi, Mihai, scriitor, critic literar, membru al Academiei Române
- Ciutac Victor, actor, profesor
- Coca, Eugen, compozitor
- Codreanca, Lidia, prozatoare, poetă, filolog
- Codru, Anatol, poet, cineast
- Colesnic, Iurie, publicist, cercetător literar, istoric
- Cosmescu, Alexandru, scriitor
- Costenco, Nicolae, scriitor
- Coșeriu, Eugeniu, filolog
- Corlăteanu, Nicolae, lingvist, Academician
- Corman, Igor, politician, diplomat
- Stamati-Ciurea, Constantin, scriitor și dramaturg
- Coman, Tudor artist plastic
- Coman, Ion, artist plastic
- Cristea, Alexandru, compozitor
- Cubreacov, Vlad, politician
- Cucereanu, Radion, scriitor, autor de manuale
- Cupcea, Valeriu, actor
- Creangă, Ion, jurist
- Crețu, Igor, scriitor
- Curagău, Mihai, actor

## D
- Dabija, Violeta, ilustratoare de cărți pentru copii
- Dabija, Nicolae, scriitor
- Damian, Liviu, poet
- Darie, Nicolae, actor
- Darienco, Domnica, actriță
- Deleanu, Liviu, poet
- Dicescu, Anastasia, muziciană
- Dimo, Nicolae, pedolog
- Doga, Eugen, compozitor
- Dolgan, Mihai, compozitor și interpret de muzică ușoară
- Dolgan, Mihail, critic literar
- Donici, Alexandru, poet
- Donici, Nicolae, astronom
- Druc, Vlad, cineast
- Druță, Ion, scriitor
- Dumeniuk, Ion, lingvist, Academician
- Duca, Gheorghe, chimist, Academician

## E
- Erhan, Pantelimon, politician român, liderul primului Guvern al Basarabiei
- Esinencu, Nicolae, scriitor, dramaturg
- Esinenco, Dan, artist plastic

## F
- Fusu, Corina, politiciană și jurnalistă
- Fusu, Dumitru, actor, regizor
- Fusu, Mihai, actor, regizor
- Fusu, Silviu, regizor
- Samson Flexor, artist plastic brazilian, originar din Soroca

## G
- Gârneț, Vasile, publicist
- Ghidirim, Gheorghe, medic, membru al AȘ a Republicii Moldova
- Ghimpu, Gheorghe, politician
- Ghimpu, Mihai, politician
- Goma, Paul, scriitor
- Gore, Paul (Pavel), istoric, academician
- Grecu, Mihai, artist plastic
- Gribincea, Mihai, istoric, diplomat
- Gribincea, Nicolae, folclorist
- Gromov, Alexandru, scriitor
- Grosu, Gurie, mitropolit
- Gujel, Anatol, poet
- Gafencu, Valeriu, legionar, supranumit „Sfântul închisorilor”

## H
- Hadârcă, Ion, poet, politician
- Halippa, Pantelimon (Pan), politician, ministru de stat, publicist și membru al Academiei Române
- Petriceicu Hasdeu, Bogdan, scriitor și lingvist
- Hâjdău, Alexandru, scriitor și dramaturg

## I
- Hadarca, Petru,actor și regizor
- Ignat, Cristian, fotbalist
- Inculeț, Ion, politician, președinte al Sfatului Țării, ministru, membru al Academiei Române
- Ioviță, Vlad, cineast
- Isanos, Magda, poetă din perioada interbelică
- Ivanțoc, Andrei, luptător pentru libertate
- Hîncu, Ion, arheolog

## L
- Lari, Leonida, poetă
- Lazariuc, Anastasia, interpretă de muzică ușoară
- Leancă, Iurie, diplomat
- Lipkovschi, Lidia, cântăreață de operă
- Loteanu, Emil, cineast
- Lucinschi, Petru, politician
- Lupan, Andrei, scriitor, academician
- Lupu, Marian, politician
- Ichim, Gheorghe,artist instrumentist,profesor
- Ichim, Traian,dirijor

## M
- Malarciuc, Gheorghe, scriitor, publicist
- Mamot, Eugen, compozitor
- Matcovschi, Dumitru, poet
- Mateevici, Alexei, poet și publicist
- Matei, Iurie, pictor
- Mătcaș, Nicolae, filolog
- Mândâcanu, Valentin, filolog, publicist
- Melniciuc, Ion, filolog
- Meniuc, George, poet, publicist
- Mija, Dorian, strateg
- Moraru, Ion, pedagog, ilegalist antisovietic
- Moșanu, Alexandru, istoric și politician
- Moșanu, Vasile, pictor
- Moșneaga, Timofei, medic și politician
- Movileanu, Vasile, pictor, grafician
- Muzicescu, Gavril, compozitor
- Moraru, Anton, istoric, pedagog, publicist
- Moraru, Alexandru, politician român
- Moraru, Pavel, istoric militar si publicist

## N
- Neaga, Ștefan, compozitor
- Nechit, Irina, poetă
- Nedelciuc, Vasile, politician
- Negru, Elena, istoric
- Negru, Gheorghe, istoric
- Negru, Nicolae, ziarist, publicist
- Negru, Nina, publicist, cercetător literar
- Negură, Andrei, artist plastic
- Niculiță, Ion, arheolog, istoric
- Nistrean Mihail, iubitor de sporturi extreme

## P
- Palii, Zinaida, cîntăreață de operă
- Galaicu-Păun, Emilian, poet și om politic
- Păunescu, Adrian, poet
- Peicev, Dimitrie, pictor
- Petrencu, Anatol, istoric, profesor universitar
- Petric, Mihai, artist plastic
- Platon, Iurie, artist plastic
- Plămădeală, Alexandru, sculptor
- Pohilă, Vlad, filolog, publicist
- Popa, Nicolae, scriitor
- Popa Victor, jurist, doctor în drept, profesor universitar
- Popescu, Stela actriță
- Postică, Elena, istoric
- Potîngă, Polina, actrița
- Prohin, Victor, scriitor
- Plahotniuc, Vladimir, politician, om de afaceri, filantrop
- Postică, Gheorghe, istoric, arheolog

## R
- Răcilă-Saca, Maria, artist plastic
- Răduțan, Sergiu, fizician
- Răileanu, Nicolae, fotograf, ziarist
- Răileanu, Estela, artist plastic
- Rîmeș, Irina, cântăreață
- Romanciuc, Vasile, scriitor
- Romanescu, Eleonora, artist plastic
- Roșca, Iurie, politician
- Rubenstein, Anton, compozitor rus originar din Râbnița
- Rurac, Anatol Nicolae, artist plastic
- Russo, Alecu, scriitor și publicist
- Rusu-Ciobanu, Valentina, artist plastic
- Rusu, Valeriu, filolog
- Putină, Vasile, programator, lector

## S
- Răcilă-Saca, Maria, artist plastic
- Saca, Serafim, scriitor
- Sainciuc, Glebus, artist plastic
- Sârbu, Andrei, pictor
- Sclifosovski, Nikolai, chirurg și fiziolog rus originar din Dubăsari
- Serebrian, Oleg, politolog, diplomat și politician
- Silvestru, Aurelian, prozator, eseist, publicist
- Snegur, Mircea, politician
- Spinei, Victor, istoric și arheolog originar din Lăpușna
- Stamati, Constantin, scriitor
- Stavschi, Irina, scriitoare
- Stere, Constantin, scriitor
- Strâmbeanu, Andrei, scriitor
- Stroescu, Vasile (1845 - 1926) om politic, filantrop și membru de onoare al Academiei Române.
- Suceveanu, Arcadie, poet
- Stratan, Gheorghe, jurist, judecător la Curtea de Apel Chișinău
- Stratan, Pavel, muzician
- Stavilă Veaceslav, istoric
- Stuart, Alexandru, (1842-1917), biolog, muzeograf și funcționar public

## Ș
- Șciusev, Alexandr, arhitect rus originar din Chișinău
- Șonțu, Ghenadie, pictor
- Ștefănucă, Petre, folclorist

## T
- Tamazlăcaru, Andrei, folclorist, membru al Uniunii Muzicienilor din RM
- Tănase, Alexandru, jurist, politician
- Tănase, Constantin, ziarist, deputat în primul Parlament al Republicii Moldova
- Teleucă, Victor, poet, scriitor
- Testemițianu, Ion, antrenor de fotbal, fost fotbalist
- Testemițianu, Nicolae, medic
- Tighineanu, Ion, fizician, academician
- Anatolie Tihai, monah, misionar în Japonia
- Timofti, Nicolae, politician
- Todorov, Ilie, actor, regizor, profesor
- Tuchilatu, Leonard, poet

## Ț
- Țurcanu, Valeriu, dramaturg, scriitor, regizor

## U
- Ungureanu, Ion, cineast
- Urechean, Serafim, politician
- Ursenco, Igor, scriitor, culturolog și traducător poliglot
- Ursu, Andrei, pedolog

## V
- Varta, Ion, istoric
- Vartic, Andrei, scriitor
- Vasilache, Alexandru, actor, regizor, profesor
- Vasilache, Vasile, scriitor
- Vatamanu, Ion, poet
- Văcăroiu, Nicolae, politician
- Vieru, Grigore, poet
- Vieru, Igor, pictor
- Vodă, Gheorghe, poet
- Volontir, Mihai, actor
- Voronin, Vladimir, ex-președinte al Republicii Moldova
- Vutcărău, Petru, actor și regizor
- Vangheli, Spiridon, scriitor

## Z
- Zabulică, Violeta, artist plastic
- Zadnipru, Petru, scriitor
- Zavtur, Eudochia, artist plastic
- Zbârciog, Vlad, publicist, scriitor
- Zbârnea, Tudor, pictor
- Zelinski, Nikolai, chimist rus originar din Tiraspol
- Zevin, Ada, artist plastic